# Operazione Goldflake
L'Operazione Goldflake fu compiuta dalle unità combattenti canadesi e dalla 5ª divisione di fanteria britannica dall'Italia all'Europa nordoccidentale durante la seconda guerra mondiale. I comandanti alleati decisero di spostare le truppe britanniche e canadesi per combattere nell'Europa nordoccidentale nella primavera del 1945.

## Premesse
L'Operazione Goldflake era il nome in codice del piano per organizzare il trasferimento e per nascondere lo spostamento di un così gran numero di truppe in un altro teatro di guerra. La mossa fu propagandata come un raggruppamento lontano dal fronte italiano per consentire il recupero delle truppe. Fu necessaria una notevole pianificazione, poiché truppe e centri amministrativi erano ampiamente dispersi nell'Italia meridionale. Treni e convogli stradali dovevano essere organizzati, senza lasciare nessuna delle linee del fronte vulnerabile ai contrattacchi delle forze tedesche. Truppe e materiale dovevano inoltre essere spostati dai porti di Napoli e Livorno in Italia a Marsiglia in Francia.

## Pianificazione
L'imbarco ebbe inizio il 22 febbraio 1945 e la maggior parte dei viaggi a Marsiglia ha richiesto due giorni. Era quindi un viaggio di cinque giorni fino alla frontiera belga, una distanza di 1.085 km. Entro la fine di aprile, oltre 60.000 soldati e personale di supporto erano stati spostati dall'Italia all'Europa nord-occidentale.
La tempistica fu essenziale, ma gli alleati non volevano che i tedeschi venissero a conoscenza dei piani. I convogli sarebbero stati vulnerabili durante il transito, quindi è stata creata l'operazione Penknife per nascondere il movimento dei canadesi fuori dall'Italia. Fu creata un'organizzazione speciale e temporanea, chiamata 1a unità speciale canadese di Bassora. "Basra" era il nome in codice del piano di copertura e l'unità comprendeva 230 ufficiali e uomini prelevati da altri gruppi in via di scioglimento (come l'Unità di controllo anti-malaria n. 1). Gli uomini guidavano in tutta l'area in Italia dove i tedeschi pensavano si trovassero i canadesi e pubblicavano segnali di posizione che sono stati poi spostati il giorno successivo. Tutti i club, gli ostelli, i centri di congedo e gli ospedali canadesi furono tenuti aperti.
I documenti tedeschi catturati dopo la guerra mostrarono che l'operazione Penknife riuscì a nascondere il movimento delle truppe canadesi dall'Italia al Belgio. Fino alla fine di marzo, le mappe dell'intelligence tedesca mostravano che i canadesi si trovavano in vari luoghi in Italia. Il 17 marzo, quando tutti i canadesi erano in Belgio o nel nord della Francia, i tedeschi credevano ancora che i canadesi si trovassero nell'area di Ancona, sebbene l'ubicazione esatta della 1ª brigata corazzata canadese fosse sconosciuta. Solo a metà aprile le mappe tedesche mostravano l'assenza di truppe canadesi.